# تيري كولينز
تيري كولينز (بالإنجليزية: Terry Collins)‏ هو لاعب كرة قاعدة أمريكي، ولد في 27 مايو 1949 في ميدلاند في الولايات المتحدة.

## وصلات خارجية
- تيري كولينز على موقعبيزبول رفرنس.كوم (الدوري الثانوي) (الإنجليزية)